# Прекиди функције
У математичкој анализи, за функцију се каже да има прекид у некој тачки 0 ако није непрекидна у 0.
Функцију која има прекид се може замислити тако да када се црта њен график, мора се подићи оловка са папира да би се нацртао цео график. Ово објашњење треба схватити строго интуитивно, јер се и график неких непрекидних функција црта са подизањем оловке.

## Функција са прекидом
Функција {\displaystyle f:X\rightarrow \mathbb {R} } је непрекидна у тачки {\displaystyle x_{0}\in X}, ако је:
{\displaystyle (\forall \varepsilon >0)(\exists \delta >0)(\forall x\in X)(|x-x_{0}|<\delta \Rightarrow |f(x)-f(x_{0})|<\varepsilon )}

Негацијом ове дефиниције добијамо: Функција {\displaystyle f:X\rightarrow \mathbb {R} } има прекид у тачки {\displaystyle x_{0}\in X}, ако је:
{\displaystyle (\exists \varepsilon >0)(\forall \delta >0)(\exists x\in X)(|x-x_{0}|<\delta \land |f(x)-f(x_{0})|\geq \varepsilon )}

## Врсте прекида
Дефиниција: 
Постоје две врсте прекида:
1. Прекид прве врсте:

- Када постоје коначне граничне вредности {\displaystyle \lim _{x\rightarrow x_{0}+}{f(x)}} и {\displaystyle \lim _{x\rightarrow x_{0}-}{f(x)}.}
- Када је тачка {\displaystyle x_{0}} тачка нагомилавања једног од скупова {\displaystyle x\in X,x>x_{0}} или {\displaystyle x\in X,x<x_{0}} и постоји одговарајући од та два лимеса {\displaystyle \lim _{x\rightarrow x_{0}+}f(x)} и {\displaystyle \lim _{x\rightarrow x_{0}-}f(x)}.

Специјално, прекид прве врсте је отклоњив када је {\displaystyle \lim _{x\rightarrow x_{0}+}f(x)=\lim _{x\rightarrow x_{0}-}f(x)=\lim _{x\rightarrow x_{0}}f(x)}.
1. Прекид друге врсте:

- Ако није прве врсте.

### Отклоњив (привидан) прекид
Отклоњив, тј. привидан, прекид јавља се у првом случају, односно када је {\displaystyle \lim _{x\rightarrow x_{0}+}f(x)=\lim _{x\rightarrow x_{0}-}f(x)=\lim _{x\rightarrow x_{0}}f(x)=L,L\neq f(x_{0})}.
Као што и назив прекида каже, можемо га отклонити, тј. додефинисати функцију, тако да она буде непрекидна. То можемо тако што ћемо дефинисати нову функцију {\displaystyle g(x)}:
{\displaystyle g(x)={\begin{cases}f(x),&x\in X,x\neq x_{0}\\L,&x=x_{0}\end{cases}}}

## Напомена
Како би се избегла могућа грешка, када се за функцију која у тачки {\displaystyle x_{0}} има једнаке граничне вредности, а у самој тој тачки функција није дефинисана, тврди да има прекид у тој тачки, треба водити рачуна о томе да функција не може имати прекид у тачки у којој није дефинисана, односно у тачки која не припада њеном домену.